# 林錫山
林錫山（1962年3月17日—），中華民國彰化縣出身政治人物，曾為中國國民黨籍。曾任立法院秘書長、立法委員。

## 政治生涯

### 立法委员时期
曾代表中國國民黨在彰化縣選區當選為第一屆第六次增額立法委員及第二、三屆立法委員。1998年立法委員選舉競選連任，但未當選。

### 立法院秘书长
1999年3月1日至2016年1月31日，擔任立法院秘書長，前後長達近17年，為立法院在台灣全面改選後任期最久的一位。

## 争议与官司

### 監察院抽查
林錫山的財產申報資料被監察院抽查發現涉嫌違反公務人員服務法第13條「公務員持股不得超過百分之十」規定而被調查，移送公務員懲戒委員會審理後被判申誡。

### 偵查
- 2016年1月20日，林錫山因涉嫌護航網遠科技公司取得２億多元標案，再透過白手套索取上千萬元回扣，移送台北地檢署複訊，經檢察官訊後認有串證之虞，向法院聲請羈押禁見，台北地方法院裁定羈押禁見[6][7]。

- 2016年3月14日，台北地檢署聲請延長羈押林錫山，台北地方法院裁定延長羈押禁見2個月。

### 一審
- 2016年5月2日，台北地檢署偵查終結，依貪污治罪條例第4條第1項第3款之收取回扣罪（2罪）、貪污治罪條例第4條第1項第5款之對於違背職務之行為收受賄賂罪、貪污治罪條例第6條之1公務員財產來源不明罪、洗錢防制法第11條第1項之洗錢罪將林錫山提起公訴，請法院審酌被告林錫山身為中央民意機關幕僚長，官居要職，本應廉潔自守，竟濫用其決策立院資訊採購案之機會上下其手，從中索取回扣收受賄賂，所為敗壞官箴，不僅嚴重影響正當廠商參標意願，而立院資訊採購之招標、履約之品質亦令人憂慮。再者，其規避誠實申報財產義務及逃避偵查機關對其財產來源之追查，未據實說明之可疑財產金額巨大，不但嚴重破壞陽光法案要求之公務員誠實申報財產義務而使之形同具文，更嚴重戕害國民對於高階政務官廉潔性之信賴，應請從重量刑，以正官箴，並儆效尤。然被告林錫山業於偵查中坦承收取現金回扣等事實，就收受回扣部分並自動繳交犯罪所得新台幣3,950萬元，足認其尚有悔意，就此部分請審酌被告林錫山犯罪情狀、動機及犯後態度等一切情狀，量處適當之刑，並予宣告禠奪公權。移審法院後，5月3日凌晨台北地方法院裁定繼續羈押禁見。2018年2月9日，台灣高等法院裁定新台幣5,000萬元交保，並限制住居、出境、出海。
- 2017年5月5日，台北地方法院一審依收受回扣、圖利、財產來源不明等罪，判林錫山16年徒刑，褫奪公權6年，不法所得與不明財產均沒收，洗錢部分則獲判無罪，全案可上訴[8]。

### 二審
- 2018年3月29日，台灣高等法院二審依公務員收取回扣罪、財產來源不明罪及洗錢罪，改判林錫山15年徒刑，褫奪公權5年，並沒收新台幣2.4億元。
- 2018年12月24日，監察院以9票贊成、0票反對通過彈劾立法院前秘書長林錫山，移送公務員懲戒委員會處理。

### 三審、更一審
- 2019年7月11日，最高法院撤銷「憑證更新案」收賄新台幣300萬元一案的判決，發回高院更審，另7個不違背職務收賄罪、財產來源不明罪、2個洗錢罪駁回上訴，林錫山共判刑36年，後再由檢方聲請定應執行刑，也已通知檢方啟動防逃機制。然而最高法院指出，因為原判決針對「憑證更新案」對林錫山、陳露生的有利證據調查未盡，認定稍嫌速斷，因此撤銷此部分，發回更審。
- 2019年7月19日，林錫山前往台北地檢署第二辦公室報到，開始入監服刑[9]。
- 2019年9月2日，高等法院裁定林錫山在網遠科技公司一案應執行13年徒刑。
- 2023年11月，由於林錫山在網遠科技公司一案依7個違反貪汙治罪條例不違背職務收賄罪、2個洗錢罪及財產來源不明罪共判刑13年，以及在「憑證更新案」依收賄罪被判刑4年8月定讞，檢方聲請定應執行期；對此高等法院裁定合併執行13年8月[10][11]。
- 2024年5月14日，林錫山在服刑4年10月之後假釋出獄。